# Arroyo Ñacanguazú
Arroyo Ñacanguazú är ett periodiskt vattendrag  i Argentina.   Det ligger i provinsen Misiones, i den nordöstra delen av landet, 900 kilometer norr om huvudstaden Buenos Aires.
I omgivningen kring Arroyo Ñacanguazú växer i huvudsak städsegrön lövskog och området är ganska glesbefolkat, med 38 invånare per kvadratkilometer.